# Ourivesaria

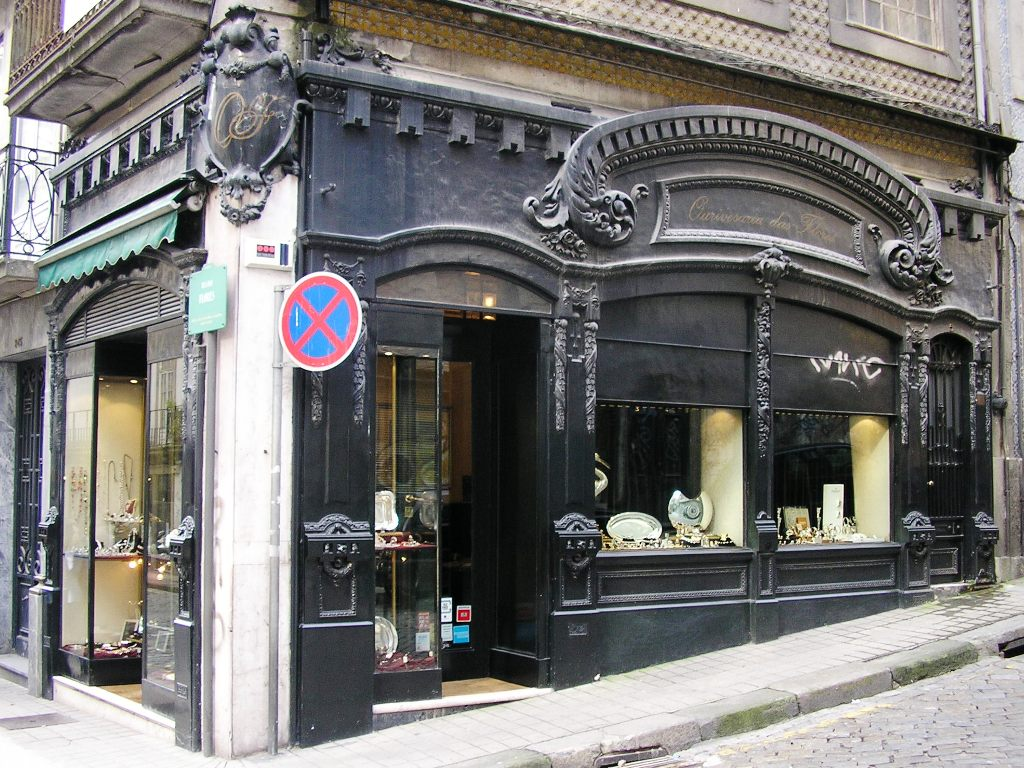
"Ourivesaria das Flores", estabelecimento tradicional na cidade do Porto, em Portugal.

A ourivesaria é a arte de trabalhar com metais preciosos (especificamente prata e ouro), na fabricação de joias e ornamentos.
A ourivesaria é uma arte bem antiga, tendo sido encontrados sítios arqueológicos no mar Egeu, datados em torno de 2500 a.C. nos quais se encontram joias feitas de ouro. No Egito antigo já se produziam trabalhos altamente detalhados. É uma arte de grande aceitação ao redor do mundo, sendo, na Idade Moderna, profissionais de inegável prestígio perante aos reis e toda a corte.
O profissional que realiza este tipo de trabalho é o ourives. Cabe ressaltar que esta atividade é, em sua natureza, uma atividade de cunho artesanal.

## Técnicas de Fabricação
A ourivesaria, assim como outras técnicas artísticas, é realizada através de um dado processo. O primeiro passo do processo é o derretimento da pepita de ouro e sua posterior condensação em um bloco de ouro. O ourives têm um bloco de ouro em suas mãos e trabalha de forma muito similar ao escultor que recebe um bloco de mármore.
1. Fundição: O ourives com a utilização de ferramentas específicas dispõe a colocar o metal (normalmente Ouro e Prata) em alta temperatura para que o mesmo entre do estado sólido para líquido, ainda no estado líquido, o metal é derramado em uma forma desejada.
2. Laminação: Através de um laminador, o metal fundido é compressado e laminado para obter uma forma desejada para os próximos passos. Tendo em meio a laminação pequenos intervalos de recozimento aonde o metal é esquentado e esfriado para evitar o endurecimento e tensionamento.
3. Martelagem: O ourives utiliza um martelo ou instrumento similar para modelar o metal, até que o mesmo fique da forma desejada.
4. Modelagem: Não passa de um refinamento da martelagem. O ourives, com o intuito de conferir melhor forma ao metal, utiliza ferramentas e instrumentos com maior grau de precisão, como alicates, taz de aço, e outras ferramentas, de modo a otimizar o processo de fabricação.
5. Soldagem: Na confecção de joias e outros produtos resultantes da ourivesaria, pode ser necessário soldar outras partes no metal já modelado, como garras, elos de uma corrente e alianças. A soldagem, por se tratar de peças pequenas, também é feita com instrumentos de precisão
6. Acabamento: Com a joia modelada, chega a hora do aprimoramento da mesma, passando por limas, lixas, polimento, cravação de pedras, para assim obter o resultado esperado.

## Leitura de apoio
- Maurice Dufrène, 305 Authentic Art Nouveau Jewelry Designs, Dover Publications, Inc., New York, 1985.
- Pierre-Paul Dupont, Bijoux d'orfèvres contemporains en Communauté française de Belgique, Tentoonstellingscatalogus, Kasteel van Seneffe, 1997.
- Janet Swarbrick, Jewelry, The Decorative Arts Library, Uitg. Chartwel Books, 1996, ISBN 0785806164.
- David Watkins, The best in Contemporary Jewellery,  Uitg. Rotovision, 1993, ISBN 2880461898